# 布蘭頓·史密斯
布蘭頓·史密斯（英語：Brendon Smith，2000年7月4日—），澳洲游泳運動員，他代表澳洲隊參加了日本舉行的2020年夏季奧林匹克運動會，並且在男子400米個人混合泳比賽上獲得銅牌。
目前正在就讀拉籌伯大學。